# Pawel Nikolajewitsch Maljantowitsch

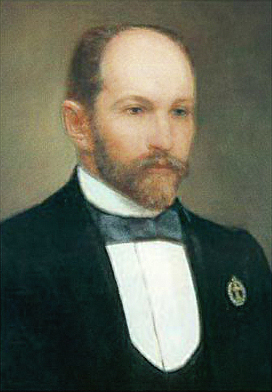
Pawel Maljantowitsch

Pawel Nikolajewitsch Maljantowitsch (russisch Павел Николаевич Малянтович; wiss. Transliteration Pavel Nikolaevič Maljantovič; geboren 1869 in Wizebsk; gestorben 22. Januar 1940 in Moskau) war ein russischer Politiker (Menschewik) und Anwalt.

## Leben
Von 1891 bis 1892 studierte er an der Kaiserlichen Universität Dorpat.
Er war 1917 der letzte Justizminister der Provisorischen Regierung (vom 25. Septemberjul. / 8. Oktober 1917greg. bis 25. Oktoberjul. / 7. November 1917greg.) und der Oberste Staatsanwalt Russlands (1917). Im Zarenreich hatte er als Anwalt viele Sozialdemokraten verteidigt. Die Übergangsregierung, die das Land seit der Abdankung von Nikolaus II. im März 1917 regiert hatte, wurde nach der Machtergreifung durch die Bolschewiki in Russland 1917 im kleinen Speisesaal des Winterpalastes (heute das Eremitage-Museum in Sankt Petersburg) festgenommen, so auch der amtierende Justizminister Pawel Maljantowitsch. In seinen Erinnerungen, die 1918 erschienen, beschrieb er diese Nacht. Er wurde bereits nach einem Tag Haft wieder freigelassen, mit ihm sollten die sozialrevolutionären und menschewistischen Minister Maslow, Salaskin und Gwosdew freigelassen werden. Unter Stalin wurde Maljantowitsch verhaftet und 1940 als Volksverräter erschossen.

Der Historiker Dmitri Wolkogonow stellt in seiner Lenin-Biographie zu den revolutionären Ereignissen des Jahres 1917 lakonisch fest, dass Maljantowitsch Lenins Fähigkeiten als Operateur im Untergrund unterschätzt habe: 

„Having been appointed Minister of Justice in September 1917, Malyantovich cabled all prosecutors that the order to arrest Lenin for the armed uprising of 3–5 July was still active and must be carried out. He had, however, underestimated Lenin’s skills as an underground operator, and in any case by this time the steam had gone out of the investigation.“